# Lidköpings Järnvägar
Lidköpings Järnvägar var ett samlingsbegrepp och konsortium för samförvaltning mellan av Lidköpings stad helägda eller delägda järnvägsbolag i Skaraborgs län.

## Historia
Lidköpings stad köpte den smalspåriga Lidköping-Håkantorps Järnväg (HLJ) 1902. Samförvaltning och samtrafikering inleddes genom ett konsortium med Kinnekulle-Lidköpings järnväg (KiLJ) innan 1912. Denna samförvaltning blev känd som Lidköpings Järnvägar eftersom Lidköpings stad var huvudintressent.  Samtrafiken körde genomgående tåg från Forshem via Lidköping och Västergötland-Göteborgs Järnvägars (VGJ) bibana Håkantorp-Tumleberg till Tumleberg på VGJ:s huvudlinje. Lidköpings Järnvägar drev också trafiken på Södra Kinnekulle Järnväg (SKJ) när den öppnade 1924.
Lidköping-Kållands järnväg (LJ) invigd 1908 drev egen trafik 1912. Lidköpings stad köpte både SKJ och LJ 1928 och därefter drevs trafiken på alla fem bandelarna under namnet Lidköpings Järnvägar. Enligt en källa användes då LJ från Lidköping-Kållands järnväg som förkortning för Lidköpings Järnvägar. Det finns inga källor att KiLJ har varit majoritetsägt av Lidköpings stad.
Konsortiet upphörde 1948 då Svenska staten köpte de kvarvarande järnvägsbolagen och driften därefter ingick i Statens Järnvägar.